# 四日市市立笹川中学校
四日市市立笹川中学校（よっかいちしりつ ささがわちゅうがっこう）は、三重県四日市市にある公立中学校。

## 概要
校章は桜の花の中に「笹中」の文字を入れた形にしている。

## 沿革
- 1947年（昭和22年） - 四日市市立西中学校創立
- 1948年（昭和23年） - 常磐小学校に校舎を移転、現在地に第1次校舎落成
- 1954年（昭和29年） - 四日市市立笹川中学校に改称
- 1973年（昭和48年） - 常磐中学校がこの学校へ分離・開校
- 1976年（昭和51年） - 西笹川中学校がこの学校へ分離・開校

## 部活動
- 運動部
  - 野球部
  - サッカー部
  - 男子・女子バスケット部
  - 男子・女子テニス部
  - 男子・女子卓球部
  - 男女ハンド部
  - 女子バレー部
- 文化部
  - パソコン部
  - 美術部
  - 家庭部
  - 合唱部

## アクセス
- 電車
  - 近鉄四日市駅から西日野線に乗車、西日野駅を下車して南へ徒歩約5分。
- バス
  - 近鉄四日市駅西のりば1番で、笹川団地行・笹川テニス場行・笹川団地経由笹川ジャブ行きの三交バスに乗り、笹川中前で下車。
- 車
  - 国道1号線より日永3交差点を西方向か国道23号線より名古屋から海山道1交差点を西方向へ行き、三重県道44号宮妻峡線（笹川通り）に入り、日永3交差点から6つ目の信号を左折する。